# 尤科拉山
尤科拉山（英語：Mount Jukkola），是南極洲的山峰，位於帕爾默地中部，處於古斯里奇冰原島峰中南側，屬於古滕科山脈的一部分，在1974年由美國地質調查局繪入地圖，現時由南極條約體系管理。